# رانچو دومینگز غربی (کالیفرنیا)
وست رانچو دومینگز (به انگلیسی: West Rancho Dominguez) یک منطقهٔ مسکونی در ایالات متحده آمریکا است که در شهرستان لس‌آنجلس، کالیفرنیا واقع شده‌است. وست رانچو دومینگز ۴٫۲۸۰ کیلومتر مربع مساحت و ۵٬۶۶۹ نفر جمعیت دارد و ۲۵ متر بالاتر از سطح دریا واقع شده‌است.